# Johann Ferber (Kaufmann)

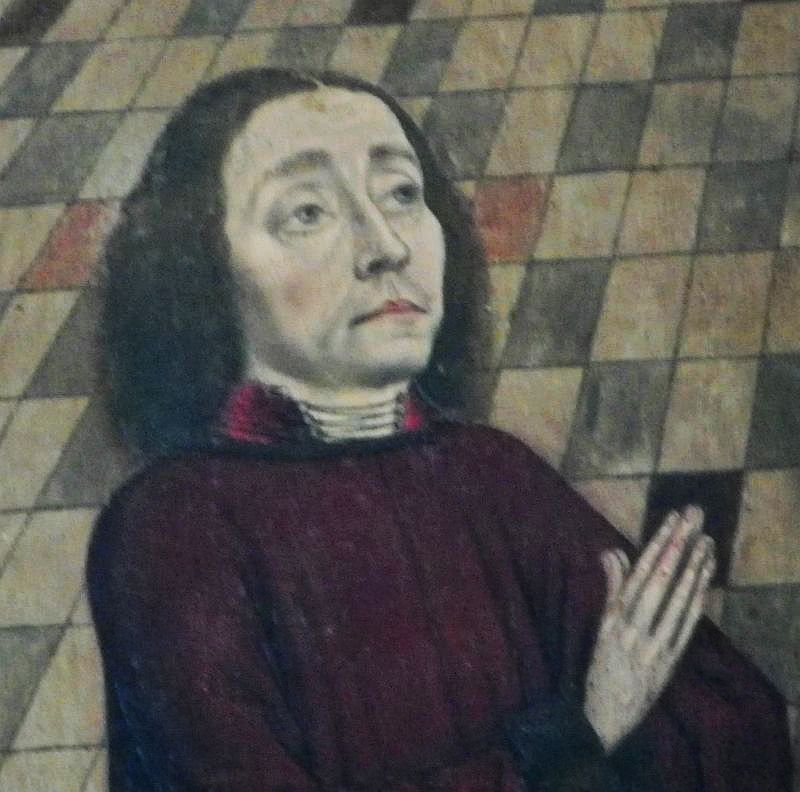
Johann Ferber auf dem Altargemälde in der Ferberkapelle

Johann Ferber (* 20. Januar 1430 in Danzig; † 31. August 1501 in Danzig) war ein deutscher Kaufmann und Bürgermeister von Danzig von 1479 bis 1501.

## Leben
Johann war ein Sohn des Kaufmanns Ewerd Ferber, der aus Kalkar am Niederrhein nach Danzig gekommen war, und von Dorothea Ossenbrugge.
Er war ein sehr erfolgreicher Kaufmann. 1460 exportierte er Salz, Hopfen und Kupfer nach Livland, importierte Asche aus Stockholm, Roggen aus Reval und Heringe aus Schonen. Während des Dreizehnjährigen Krieges trieb er seit 1454 Handel mit Polen. Ferber exportierte Salz und Heringe auf der Weichsel und importierte Rosinen. 1469/70 führte er Tuche und Öl aus Lübeck ein. Ferber besaß Schiffe, die zwischen dem niederländischen Seeland und Reval fuhren. Er organisierte Handelsunternehmen in Krakau, Warschau und Thorn. Er betrieb Kreditgeschäfte und erzielte erhebliche Zins- und Renteneinnahmen von Häusern.
1463 wurde er Schöffe, 1470 königlicher Burggraf in Danzig, 1475 Ratsherr und 1478 Richter. 1479 wurde Ferber zu einem der vier Bürgermeister der Stadt gewählt. Johann Ferber war häufig Gesandter der Stadt Danzig beim polnischen König und deren Vertreter auf den Hansetagen in Lübeck.
Johann Ferber gab erhebliche Geldmittel für die Fertigstellung der Deckengewölbe in der Marienkirche. 1481–1484 ließ er die Kapelle der Familie in der Kirche mit Holzschnitzereien ausschmücken und ein wertvolles Altargemälde anfertigen. Die Schnitzer und Maler kamen wahrscheinlich aus der Heimat der Familie am Niederrhein. Auf einem Seitenflügel ist er mit seiner Familie dargestellt. 1482 erwarb Ferber das Grundstück in der Langgasse 28, auf dem seitdem das Haus der Familie (Ferberhaus) stand.
Johann Ferber war 1492 mit Tiedemann Giese bei der Krönung von König Johann Albrecht in Krakau anwesend.
1501 starb er und wurde in der Ferberkapelle in der Marienkirche beigesetzt.

## Ehen und Nachkommen
Johann Ferber war mit Barbara Tannenberg seit 1454 verheiratet. Ihre Kinder waren
- Eberhard Ferber (* 1455)
- Hans Ferber (* 1456)
- Dorothea Ferber (* 1459)
- Govel Ferber (* 1461)
- Eberhard II. Ferber (1463–1529), Bürgermeister von Danzig.
- Mauritius Ferber (1471–1537), Bischof von Ermland

Nach 1484 heiratete er Barbara von Stein.